# 臺中水湳經貿生態園區
臺中水湳經貿生態園區（簡稱水湳經貿園區、亦稱水湳智慧城）是位於臺中市西屯區水湳機場原址與周邊的大型都市計畫。總面積約253.34公頃，北鄰環中路，西鄰十二期重劃區、中科院、漢翔、僑光、逢甲，南鄰河南路，東鄰單元八自辦市地重劃區。園區規畫五大使用分區 - 經貿專用區、生態住宅專用區、文化商業專用區、創新研發專用區、文教專用區，並以「智慧、低碳、創新」為三大發展目標，期盼共創環境永續的宜居城市。
臺中市政府在園內規劃的大型公共設施有中央公園、水湳轉運中心、臺中國際會展中心、臺中綠美圖（市立圖書館+市立美術館）、臺中流行影音中心、臺灣智慧營運塔等，園區內教育機構有東南側的中國醫藥大學水湳校區、以及西側的逢甲大學水湳校區。

## 沿革

### 規劃背景
在1970年代之前，水湳機場一直是以軍用為主，此地是中華民國空軍運輸部隊的大本營，但隨著臺中航空站的正式成立，水湳機場才逐漸轉型成為軍民合用的機場，同時隨著臺灣省政府遷移至中部地區，水湳機場同時也成為臺灣省政府航空隊與內政部警政署空中警察隊基地。水湳機場周圍有逢甲大學、僑光科技大學與經濟部漢翔航空工業股份有限公司，隨著臺中市的都市發展與擴張，原本與市區尚有距離的水湳機場逐漸被市區建築包圍，嚴重影響臺中市西屯區與北屯區的交通與都市建設發展。
為了升格為國際機場，臺中航空站於2004年3月5日正式遷至清泉崗，水湳機場的民用部分停止運作。時任臺中市市長胡志強視該地為臺中市區內最後一塊未開發的處女地，積極進行水湳機場的都市計畫更新，將該地部份轉讓予中國醫藥大學及逢甲大學使用，其他則規劃為經貿園區、中央公園、水岸住宅區、文化商業特區、大學城、國際會展中心、臺灣塔。2008年11月開始辦理工商展覽，將河南路旁的圍牆打掉，開通一個新進出口。2010年下半年發布了此區段之土地重劃，其內容包括國際經貿園區（泊嵐匯國際會展中心）、中央生態公園、生態住宅社區、文化商業特區、創新研究園區、城市博物館、城市文化館（市立美術館、臺中市立圖書館）、臺灣塔、中臺灣電影推廣園區電影館等計畫。
2015年年底林佳龍市府團隊的臺中市政府都市發展局調整了發展方向，以「智慧、低碳、創新」為主軸，保留並調整原先規劃的中央生態公園（增建交通訊息中心）、水湳轉運中心（由臨時轉運站改為BOT國道客運城）、水湳國際會展中心、臺中綠美圖（原為城市文化館，總樓地板面積增加）、地下式水資源回收中心（擴大處理範圍）、中臺灣電影中心、文教專用區、住宅專用區，臺灣塔建案改為臺中智慧營運中心（仍為區內最高建築地標）。盧秀燕市府上任後再次些微調部分內容（臺中智慧營運中心改名臺灣智慧營運塔，中臺灣電影中心改名臺中流行影音中心）。

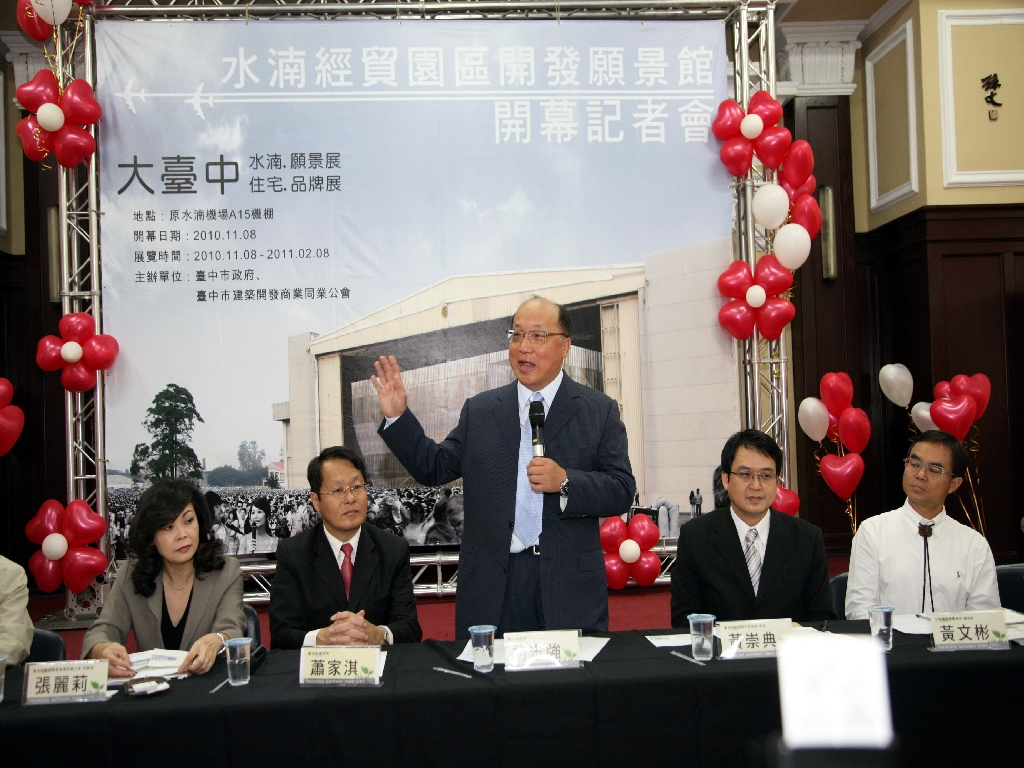
臺中水湳經貿園區願景館開幕記者會

### 歷史沿革
- 1922年日本陸軍軍用機場
- 1936年臺中飛行場啟用
- 1946年水湳軍用機場
- 1970年劃定民航區，軍民合用
- 2002年納入行政院「挑戰2008－國家發展重點計畫」，遷建政策確立
- 2004年3月5日臺中航空站於正式遷至清泉崗，水湳機場的民用部分停止運作。
- 2005年解除機場週邊地區飛航禁限建管制
- 2006年機場土地移交國有財產局管理，部分交由臺中市政府代管。4月24日，臺中市文化局將區內的原日軍臺中飛行場機槍堡登錄為歷史建築（原登錄名稱為「二次大戰機場碉堡」）。
- 2007年變更都市計畫主要計畫暨擬定細部計畫草案公開展覽
- 2008年變更都市計畫主要計畫再公開展覽
- 2009年變更都市計畫主要計畫經內政部都市計畫委員會審定
- 2010年擬定細部計畫經臺中市都市計畫委員會審定。8月，舉行臺灣塔國際概念競圖說明會，建塔基地位於臺中水湳經貿生態園區內。10月14日，臺中市文化局將區內的水湳機場營舍登錄為歷史建築（原登錄名稱為「軍三十六航空隊廠房及兵舍」）。11月5日，羅馬尼亞的建築師Stefan Dorin的作品「漂浮的瞭望」，獲得概念競圖首獎。11月8日，臺中水湳經貿園區開發願景館啟用。11月10日，公告臺中中央公園國際競圖時間表，後撤銷將重新公告。李安執導的「少年Pi的奇幻漂流」在臺中水湳經貿園區旁搭建拍片場，並搭建一座長75m、寬30m、深3m的人工造浪池，未來並配合規劃成中臺灣電影推廣園區。
- 2011年2月21日，臺中市政府建設局委託展翊營造有限公司辦理臺中市政府水湳經貿園區區段徵收工程第一標，施工期間自100年2月22日起至101年10月13日止。4月1日，「臺中中央公園」國際競圖重新公告。5月30日，臺灣塔國際競圖正式公告。9月1日，電影城的納入使整體建蔽率超過8%，臺中巨蛋改至14期重劃區興建。10月6日，臺中中央公園國際競圖由Catherine Mosbach景觀設計師和Philippe Rahm建築師事務所、劉培森建築師事務所獲得首獎[3]。11月11日，臺灣塔國際競圖由藤本壯介 Sou Fujimoto Architects、宗邁建築師事務所獲得首獎[4]。
- 2012年8月，內政部空中勤務總隊第二大隊移駐清泉崗機場。
- 2013年10月，台中城市文化館國際競圖由日本的SANAA 建築師事務所(妹島和世+西澤立衛 Kazuyo Sejima + Ryue Nishizawa)、劉培森建築師事務所獲得首獎[5]。
- 2014年1月18日，「泊嵐匯國際會展中心（今水湳國際會展中心）興建工程委託規劃設計案」由日本株式會社佐藤綜合計畫、大壯聯合建築師事務所、何鴻志建築師事務所獲得首獎。5月31日，中央公園第2標工程105年底完工[6]。
- 2015年1月19日，台中市市長林佳龍宣佈暫停興建「台灣塔」[7]。11月13日，區內南北向主要道路─30M-81號道路（凱旋路）通車。[8]。
- 2017年2月24日，水湳水資源中心完工。3月19日，總統蔡英文昨宣布中央和地方合資100億元共推水湳國際會展中心（東展覽館、西展覽館）[9]。10月28日，文化部與台中市政府共同宣布國家漫畫博物館將設於中臺灣電影中心內，預計2018年上半年動土、2020年底完工。[10][11]。11月16日，臺中智慧營運中心競圖由法國建築師波宗巴克、劉培森建築師事務所獲得首獎[12]。
- 2018年4月2日，中臺灣電影中心動工，預計2020年完工。[13]6月14日，逢甲大學完成取得緊鄰校區側的用地。9月底，中央公園部分區域開始試營運。11月3日，2018年臺中世界花卉博覽會開幕晚會及後續演出在中央公園舉辦。
- 2019年3月23日，臺中水湳國際會展中心東側展館動工。
- 2020年5月13日，原計畫設置於中臺灣電影中心內的國家漫畫博物館，因臺中市政府無法配合博物館需要的空間與動線規劃而破局，文化部宣佈另尋地點。[14]10月5日，中國醫藥大學水湳校區啟用。12月6日，中央公園全區正式啟用。
- 2022年7月，逢甲大學水湳校區（共善樓）動工。
- 2023年9月，臺中市政府新聞局將多次招商失敗的中臺灣電影中心變更為台中流行影音中心重新OT案招商。[15]
- 2025年2月16日，逢甲大學水湳校區（共善樓）落成啟用。

## 地理範圍
配合變更範圍，北至環中路，西鄰十二期重劃區、中科院、漢翔、僑光、逢甲，南及河南路，東接單元八自辦市地重劃區。範圍包括原水湳機場、空軍第二後勤指揮部、內政部警政署刑事警察局中部犯罪打擊中心、原臺中航空站、原空軍貿易九村、機場北側農業區及「公51」公園用地，臺中國際經貿綜合園區劃定的範圍總面積253.34公頃。此外也將大石二巷拓寬道路用地範圍、延伸東西向30M計畫道路穿越漢翔公司之用地範圍，以及規劃區周邊零星用地範圍。北鄰環中路，西鄰十二期重劃區、中科院、漢翔、僑光、逢甲，南鄰河南路，東鄰單元八自辦市地重劃區。

## 交通

### 主要道路
快速公路
- 台74線：北屯一交流道

縱向
- 凱旋路
- 中科路（經貿八路以北）、經貿八路
- 經貿路

橫向
- 環中路二段
- 黎明路三段
- 經貿七路
- 河南路二段

### 大眾運輸
捷運
- 臺中機場捷運（規劃中）：308水湳轉運中心、309流行影音中心（站名皆未定，僅供參考）

客運
- 水湳轉運中心（興建中，預計2026年啟用）

市公車
- 中清路路線公車（陳平、頂陳平、后庄仔、中清后庄路口、后庄國宅、貿易三村、中清同榮路口、下港尾、中清環中路口）：6、8、54、61、108、500、850
- 廣福廣順街口：68、228
- 河南停車場：28、32、54、68、199、228
- 家扶發展學園：28、54、68、199、228
- 中平長安路口：28、32、228
- 大鵬國小：28、32、228
- 順平三中平路口：228
- 老樹公園(順平路)
- 經貿大鵬路口：525
- 台中流行影音中心：525
- 經貿經貿七路口：525
- 經貿黎明路口：525
- 黎明經貿路口：8、157、529
- 黎明中科路口：8、157、529
- 黎明僑大六路口：8、157、529
- 泰安國小(環中路)：156

臺中市公共自行車租賃系統
- YouBike 2.0系統：
  - 敦化路以北：敦化凱旋路口、自我體驗區(僑大八街)、觸覺體驗區(經貿五路)、港隆經貿九路口
  - 敦化路以南：中央公園(遊客服務中心)、中國醫藥大學水湳校區、中平經貿路口、公51停車場

## 區內建設

### 主要公共設施
| 分類         | 名稱               | 規劃內容                                                     | 建築師                                                            | 目前狀態                                                            | 啟用年份 |
| ------------ | ------------------ | ------------------------------------------------------------ | ----------------------------------------------------------------- | ------------------------------------------------------------------- | --- |
| 三大基礎工程 | 中央公園           | 公園、滯洪池、太陽能發電系統、停車場                         | 法國Catherine Mosbach建築師事務所 劉培森建築師事務所              | 已啟用                                                              | 2018年11月試營運、2020年12月6日正式啟用 |
| 三大基礎工程 | 中央公園地下停車場 | 地下停車場、公園                                             | 蘇懋彬建築師事務所                                                | 已啟用                                                              | 2018年8月1日啟用 |
| 三大基礎工程 | 水湳水資源回收中心 | 水資源回收中心、公園                                         | 黃孟偉建築師事務所                                                | 已啟用                                                              | 2017年2月24日啟用 |
| 五大亮點建設 | 水湳轉運中心       | 國道客運、公路客運、市區公車、捷運                           | 余曉嵐建築師事務所                                                | 轉運棟興建中，由市府自建（由德昌營造得標）；商辦共構採BOT（待招標） | 預計2026年完工 |
| 五大亮點建設 | 臺中國際會展中心   | 東展覽館：2360攤位、多功能會議中心、階梯式國際會議中心       | 日本株式會社 佐藤綜合計畫 大壯聯合建築師事務所 何鴻志建築師事務所 | 已竣工(內部裝修中)                                                  | 預計2025年底完工啟用 |
| 五大亮點建設 | 臺中國際會展中心   | 西展覽館：約2600攤位                                         | 尚未評選                                                          | 規劃中                                                              | 未定 |
| 五大亮點建設 | 臺中綠美圖         | 市立圖書館總館、市立美術館                                   | 日本SANAA建築師事務所 劉培森建築師事務所                          | 已竣工(內部裝修中)                                                  | 預計2025年底完工啟用 |
| 五大亮點建設 | 臺中流行影音中心   | 電影資料典藏、電影放映聽、展演空間                           | 余曉嵐建築師事務所                                                | 已竣工(內部空間待招商)                                              | 2020年 中臺灣電影中心(原名)原訂共構國家漫畫博物館，因協調規劃動線不成，國家漫畫博物館後於2023年4月1日拍板設於西區的臺中刑務所演武場。2023年9月更名為臺中流行影音中心。 |
| 五大亮點建設 | 臺灣智慧營運塔     | 產業4.0中心、數位文化中心、智慧訊息中心、233.5公尺高空觀景台 | 法國波宗巴克建築師事務所 劉培森建築師事務所                       | 規劃中                                                              | 未定 |

### 主要建築及高層住宅列表
列出水湳經貿生態園區已完工及興建中（不含規劃中）的商場、公共設施、辦公大樓及高樓住宅。
| 行政區        | 地段           | 地號   | 使用分區               | 建築名稱             | 高度(含屋突) | 樓層 | 建蔽率  | 容積率   | 竣工年分 | 建築師                    | 用途 |
| ------------- | -------------- | ------ | ---------------------- | -------------------- | ------------ | ---- | ------- | -------- | -------- | ------------------------- | ---- |
| 北屯區（406） | 創研段（1169） | 6      | 第二種創新研發專用區   | 達麗創世紀           | 40.55米      | 9    | 47.22%  | 239.99%  | 2023     | 吳六合建築師事務所        | 住宅 |
| 北屯區（406） | 創研段（1169） | 18     | 文教區（中國醫藥大學） | 生醫產學研發大樓     | 58.95米      | 10   | 34.13%  | 224.93%  | 2023     | 陳立權建築師事務所        | 教育 |
| 北屯區（406） | 創研段（1169） | 19     | 文教區（中國醫藥大學） | 卓越大樓             | 54.9米       | 13   | 23.71%  | 176.32％ | 2020     | 邱文傑建築師事務所        | 教育 |
| 北屯區（406） | 創研段（1169） | 19     | 文教區（中國醫藥大學） | 創研大樓             | 58.9米       | 12   | 27.32%  | 200.07%  | 2020     | 戴育澤建築師事務所        | 教育 |
| 北屯區（406） | 創研段（1169） | 19     | 文教區（中國醫藥大學） | 關懷大樓             | 57.2米       | 13   | 39.9%   | 236.93%  | 2020     | 黃宏輝建築師事務所        | 教育 |
| 北屯區（406） | 創研段（1169） | 19     | 文教區（中國醫藥大學） | 國際醫療教研服務中心 | 22.3米       | 3    | 32.79%  | 120.18%  | 2022     | 沈芷蓀建築師事務所        | 教育 |
| 西屯區（407） | 廣明段（1637） | 852    | 第二種創新研發專用區   | 屏仕                 | 40.85米      | 9    | 45.25%  | 279.16%  | 興建中   | 張景堯聯合建築師事務所    | 住宅 |
| 西屯區（407） | 廣明段（1637） | 853    | 第二種創新研發專用區   | 達麗J12              | 40.60米      | 9    | 41.28%  | 239.99%  | 2022     | 吳六合建築師事務所        | 住宅 |
| 西屯區（407） | 廣明段（1637） | 855    | 第二種創新研發專用區   | 遠雄藝舍             | 40.90米      | 9    | 40.76%  | 229.99%  | 2024     | 李祖原聯合建築師事務所    | 住宅 |
| 西屯區（407） | 廣明段（1637） | 857    | 第二種創新研發專用區   | 碩茂創研逸品         | 39.9米       | 9    | 45.84%  | 224.2%   | 2022     | 黃郁文建築師事務所        | 住宅 |
| 西屯區（407） | 廣明段（1637） | 858    | 第二種創新研發專用區   | 采威國際資訊營運總部 | 41米         | 6    | 49.65%  | 229.26%  | 2023     | 黃郁文建築師事務所        | 辦公 |
| 西屯區（407） | 廣明段（1637） | 866    | 第二種創新研發專用區   | 遠雄洄山行           | 40.70米      | 9    | 49.77%  | 231.99%  | 興建中   | 劉偉彥建築師事務所        | 住宅 |
| 西屯區（407） | 生態段（1655） | 2      | 第二種生態住宅專用區   | 誠真成真ComeTrue     | 39.6米       | 8    | 40.45%  | 199.96%  | 興建中   | 禾亦建築師事務所          | 住宅 |
| 西屯區（407） | 生態段（1655） | 66、67 | 第二種生態住宅專用區   | 時代海德大廈         | 40.95米      | 10   | 49.47％ | 239.55%  | 興建中   | 榮光建築師事務所          | 住宅 |
| 西屯區（407） | 經貿段（1656） | 1      | 第二種經貿專用區       | 水湳轉運中心         | 35.95米      | 4    | 32.63%  | 130.86%  | 興建中   | 余曉嵐建築師事務所        | 交通 |
| 西屯區（407） | 經貿段（1656） | 26     | 第二種經貿專用區       | 臺中國際會展中心     | 41.2米       | 5    | 53.04%  | 93.59%   | 2024     | 日本株式會社 佐藤綜合計畫 | 會展 |
| 西屯區（407） | 逢大段（1657） | 18     | 文教區（逢甲大學）     | 共善樓               | 17.15米      | 2    | 21.47%  | 25.94%   | 2024     | KKAA                      | 教育 |
| 西屯區（407） | 逢大段（1657） | 28     | 第二種創新研發專用區   | 遠雄寬寓             | 40.85米      | 9    | 42.43%  | 232%     | 2023     | 李祖原聯合建築師事務所    | 住宅 |
| 西屯區（407） | 逢大段（1657） | 35     | 第二種創新研發專用區   | 遠雄純寓             | 40.85米      | 9    | 41.64%  | 232%     | 2023     | 李祖原聯合建築師事務所    | 住宅 |
| 西屯區（407） | 文商段（1658） | 2      | 公園用地               | 臺中綠美圖           | 36.47米      | 7    | 7.91%   | 34.92%   | 2024     | SANAA                     | 藝文 |
| 西屯區（407） | 文商段（1658） | 11     | 第二種文化商業專用區   | 潤隆當代一邸         | 117.6米      | 31   | 39.99%  | 799.44%  | 興建中   | 李明哲建築師事務所        | 住宅 |
| 西屯區（407） | 文商段（1658） | 19、20 | 第二種文化商業專用區   | 博元雍悅一方         | 107.2米      | 28   | 39.98%  | 799.97%  | 興建中   | 吳六合建築師事務所        | 住宅 |
| 西屯區（407） | 文商段（1658） | 22     | 第二種文化商業專用區   | 豐邑ParkOne          | 131.7米      | 34   | 39.87%  | 789.51%  | 興建中   | 陳吉彰建築師事務所        | 住宅 |
| 西屯區（407） | 文商段（1658） | 26、27 | 第二種文化商業專用區   | 親家中央公園         | 107.75米     | 26   | 38.67%  | 599.96%  | 興建中   | 廖冠傑建築師事務所        | 住宅 |
| 西屯區（407） | 文商段（1658） | 38     | 第二種文化商業專用區   | 泰御SkyIsland        | 108.95米     | 26   | 39.99%  | 499.98%  | 興建中   | 王銘鴻建築師事務所        | 住宅 |
| 西屯區（407） | 文商段（1658） | 39、40 | 第二種文化商業專用區   | 潤隆當代首馥         | 110.8米      | 29   | 39.99%  | 799.94%  | 興建中   | 吳六合建築師事務所        | 住宅 |
| 西屯區（407） | 文商段（1658） | 85~90  | 公園用地               | 臺中流行影音中心     | 44.55米      | 7    | 3.96%   | 11.93%   | 2021     | 余曉嵐建築師事務所        | 藝文 |

### 土地使用分區概覽
| 使用分區     | 使用分區                       | 面積(公頃) | 面積(公頃) | 面積(公頃) | 面積(公頃) | 建蔽率           | 容積率               | 最高建築高度 | 基地最小開發規模 | 高度比 | 基地最小面寬 |
| ------------ | ------------------------------ | ---------- | ---------- | ---------- | ---------- | ---------------- | -------------------- | ------------ | ---------------- | ------ | ------------ |
| 土地使用分區 | 第一種生態住宅專用區           | 13.55      | 23.82      | 126.54     | 253.34     | 50%              | 140%                 | -            | 150m²            | 1.5    | 7M           |
| 土地使用分區 | 第二種生態住宅專用區           | 8.01       | 23.82      | 126.54     | 253.34     | 50%              | 200%（接受容積移轉） | -            | 500m²            | 1.5    | 7M           |
| 土地使用分區 | 第三種生態住宅專用區           | 2.26       | 23.82      | 126.54     | 253.34     | 50%              | 280%（接受容積移轉） | -            | 1000m²           | 1.5    | 7M           |
| 土地使用分區 | 第一種文化商業專用區           | 2.87       | 20.00      | 126.54     | 253.34     | 40%              | 500%（接受容積移轉） | 80~100M      | 1500m²           | -      | -            |
| 土地使用分區 | 第二種文化商業專用區           | 10.55      | 20.00      | 126.54     | 253.34     | 40%              | 500%（接受容積移轉） | 100~160M     | 1500m²           | -      | -            |
| 土地使用分區 | 第三種文化商業專用區           | 6.58       | 20.00      | 126.54     | 253.34     | 60%              | 300%（接受容積移轉） | 48M          | 全街廓           | 1.5    | -            |
| 土地使用分區 | 第一種創新研發專用區           | 13.67      | 35.81      | 126.54     | 253.34     | 50%              | 250%（接受容積移轉） | -            | 全街廓           | 1.5    | -            |
| 土地使用分區 | 第二種創新研發專用區           | 18.96      | 35.81      | 126.54     | 253.34     | 50%              | 200%（接受容積移轉） | -            | 500m²            | 1.5    | 7M           |
| 土地使用分區 | 第三種創新研發專用區           | 3.18       | 35.81      | 126.54     | 253.34     | 50%              | 630%                 | -            | 全街廓           | -      | -            |
| 土地使用分區 | 第一種經貿專用區               | 7.33       | 21.88      | 126.54     | 253.34     | 80%              | 360%（接受容積移轉） | -            | 全街廓           | -      | -            |
| 土地使用分區 | 第二種經貿專用區               | 14.55      | 21.88      | 126.54     | 253.34     | 80%              | 500%（接受容積移轉） | -            | 全街廓           | -      | -            |
| 土地使用分區 | 文教區（供私立大專院校使用）   | 22.53      | 24.96      | 126.54     | 253.34     | 40%              | 250%                 | -            | -                | 1.5    | -            |
| 土地使用分區 | 文教區（供中小學使用）         | 2.43       | 24.96      | 126.54     | 253.34     | 40%              | 150%                 | -            | -                | 1.5    | -            |
| 土地使用分區 | 宗教專用區                     | 0.07       | 0.07       | 126.54     | 253.34     | 60%              | 160%                 | -            | -                | -      | -            |
| 公共設施用地 | 機關用地                       | 4.97       | 4.97       | 126.80     | 253.34     | 40%              | 200%                 | -            | -                | 1.5    | -            |
| 公共設施用地 | 公園用地                       | 62.04      | 83.72      | 126.80     | 253.34     | 8%（公138、139） | -                    | -            | -                | -      | -            |
| 公共設施用地 | 公園用地兼供水資源回收設施使用 | 5.84       | 83.72      | 126.80     | 253.34     | -                | -                    | -            | -                | -      | -            |
| 公共設施用地 | 公園用地兼供道路使用           | 3.75       | 83.72      | 126.80     | 253.34     | -                | -                    | -            | -                | -      | -            |
| 公共設施用地 | 廣場用地                       | 0.16       | 83.72      | 126.80     | 253.34     | -                | -                    | -            | -                | -      | -            |
| 公共設施用地 | 綠地用地                       | 2.08       | 83.72      | 126.80     | 253.34     | -                | -                    | -            | -                | -      | -            |
| 公共設施用地 | 園道用地                       | 9.85       | 83.72      | 126.80     | 253.34     | -                | -                    | -            | -                | -      | -            |
| 公共設施用地 | 排水道用地                     | 3.77       | 3.77       | 126.80     | 253.34     | -                | -                    | -            | -                | -      | -            |
| 公共設施用地 | 排水道用地兼供經貿服務設施使用 | 0.35       | 0.35       | 126.80     | 253.34     | -                | -                    | -            | -                | -      | -            |
| 公共設施用地 | 道路用地                       | 32.33      | 32.33      | 126.80     | 253.34     | -                | -                    | -            | -                | -      | -            |
| 公共設施用地 | 道路用地兼供經貿服務設施使用   | 1.66       | 1.66       | 126.80     | 253.34     | -                | -                    | -            | -                | -      | -            |

## 爭議
創新研發專用區使用項目

## 外部連結
- 臺中市水湳機場原址地區再開發規劃網站The Former Taichung Airport Site Redevelopment Planning （页面存档备份，存于）